# (82346) Hakos
(82346) Hakos est un astéroïde de la ceinture principale.

## Description
(82346) Hakos est un astéroïde de la ceinture principale. Il fut découvert le 10 juin 2001 à Hakos par Dieter Husar. Il présente une orbite caractérisée par un demi-grand axe de 2,25 UA, une excentricité de 0,21 et une inclinaison de 5,1° par rapport à l'écliptique.

## Compléments